# Odette Casanova
Pour les articles homonymes, voir Casanova (homonymie).
Odette Casanova, née le 3 mai 1936 à Hyères (Var), est une femme politique française.

## Biographie
Elle est professeur de mathématiques de profession. 
Militante féministe et mitterrandiste, elle rejoint le CERES, un des courants du parti socialiste, au congrès d'Épinay. Elle siège à la commission « femme » du PS et est chargée de mission de 1981 à 1986 auprès de la ministre Yvette Roudy. Elle est élue conseillère régionale de la région PACA en 1986, elle est réélue en 1992 sous la liste Énergie Sud de Bernard Tapie. Elle est élue vice-présidente du Conseil régional Provence-Alpes-Côte d'Azur, présidé par Michel Vauzelle, en 1998. Elle dirige la liste socialiste pour la mairie de Toulon et est élue conseillère municipale en 1989.
Odette Casanova est la candidate de la gauche à l’élection législative de 1997 dans la première circonscription du Var. Elle est défaite au second tour par Jean-Marie Le Chevallier, candidat du Front national. Toutefois, l'élection de celui-ci est annulée en février 1998 par une décision du Conseil constitutionnel en raison de ses comptes de campagne. Odette Casanova l’emporte lors du scrutin partiel qui suit, d'une courte tête face à Cendrine Le Chevallier, la femme de l'ancien député. Ce scrutin est annulé par le conseil constitutionnel en raison d'un sketch anti-FN du Vrai journal diffusé le jour du scrutin. Elle est finalement élue lors du scrutin partiel de septembre 1998 avec une meilleure marge.

## Détail des fonctions et des mandats
- 4 mai 1998 - 29 juillet 1998 : députée de la 1re circonscription du Var
- 27 septembre 1998 - 18 juin 2002 : députée de la 1re circonscription du Var